# Espurio Tarpeyo Montano Capitolino
Espurio Tarpeyo Montano Capitolino  fue cónsul romano en el año 454 a. C., con Aulo Aternio Varo Fontinal como colega.
La gens Tarpeya solo se menciona durante la monarquía y en los principios de la época republicana. Se menciona a un Sp. Tarpeyo, que era el gobernador de la ciudadela de Roma bajo Rómulo, y cuya hija traicionó a los romanos permitiendo entrar a los sabinos.
Durante su consulado se dictó la lex de multae sacramento, la cual es mencionada por Festo.
Después del término de su magistratura, los dos cónsules fueron acusados por un tribuno de la plebe por haber vendido el botín producto de la guerra contra los ecuos, y dar el producto de la venta al aerarium en lugar de distribuirlo entre los soldados. Ambos fueron condenados, a pesar de la violenta oposición del senado.
En 449 a. C., cuando el ejército romano avanzó hacia Roma, para tomar venganza del asesinato de Virginia, y habiendo tomado posesión de la colina Aventina, Espurio Tarpeyo fue uno de los dos embajadores enviados por el Senado para restablecer los lazos con ellos. En el año siguiente, él y Aulo Aternio, aunque ambos eran patricios, fueron elegidos tribunos de la plebe por cooptación de sus colegas para apoyar al senado en su oposición a la propuesta del tribuno de la plebe Lucio Trebonio.